# Silvio Meißner
Silvio Meißner, né le 19 janvier 1973 à Halle, est un footballeur allemand. Il évoluait au poste de milieu.